# Bo Giertz
Bo Harald Giertz (31. srpna 1905 Räpplinge – 12. července 1998 Göteborg) byl švédský luterský biskup, teolog a spisovatel.

## Biografie
Byl vychováván v ateistické rodině, své obrácení ke křesťanství prožil během univerzitních studií. Roku 1934 přijal ordinaci k duchovní službě. V letech 1938–1949 byl farářem v Torpě. Roku 1949 byl zvolen biskupem Göteborské diecéze. Jeho biskupským heslem bylo „Verbum crucis Dei virtus“. Úřad biskupa zastával do roku 1970. Následně pracoval na překladu Nového zákona do švédštiny.
Ve své teologii, duchovenské praxi i románové tvorbě spojoval pietistickou a vysokocírkevní spiritualitu. Podporoval každonedělní slavení tzv. vysoké mše (šv. Högmässa), tj. bohoslužby s Večeří Páně. Patřil k odpůrcům ordinace žen, která byla ve Švédské církvi zavedena roku 1958.
Byl třikrát ženatý.